# Tsjchorotskoe (plaats)
Tsjchorotskoe (Georgisch: ჩხოროწყუ) is een plaats met stadstatus in het noordwesten van Georgië met 2.452 inwoners (2024), gelegen in de regio Samegrelo-Zemo Svaneti. De plaats is het centrum van de gelijknamige gemeente en ligt 20 kilometer ten oosten van regiohoofdstad Zoegdidi en hemelsbreed 240 kilometer van Tbilisi. Tsjchorotskoe betekent in het Mingreels "negen bronnen" en ligt tussen en aan de rivieren Chobi (Chobistschali) en Otschomoeri.

## Geschiedenis
Bij de bestuurlijke herindelingen van de Sovjet-Unie werd in 1930 het aparte rajon Tsjchorotskoe geïntroduceerd, en werd het dorp Tsjchorotskoe het centrum van het district. In 1960 werd Tsjchorotskoe gepromoveerd naar een 'nederzetting met stedelijk karakter' (დაბა, daba), en in 2018 kreeg het stadsrechten. Tijdens de Sovjetperiode werd de voedingsindustrie ontwikkeld, en waren er naast twee theefabrieken ook fabrieken voor conserven, limonade, brood en zuivel.

## Geografie
Tsjchorotskoe ligt op een hoogte van ongeveer 160 meter boven zeeniveau tussen de rivieren Chobi (Chobistschali) en Otschomoeri die 10 kilometer ten zuiden van het stadje samenvloeien. De Chobi mondt ten noorden van Poti in de Zwarte Zee uit. Aan de west- en oostzijde van Tsjchorotskoe liggen heuvelrichels van maximaal 300 meter boven zeeniveau. 

## Demografie
Begin 2024 had Tsjchorotskoe 2.452 inwoners, een daling van bijna 22% sinds de volkstelling van 2014. De bevolking van Tsjchorotskoe bestond volgens de volkstelling van 2014 vrijwel geheel uit Georgiërs (99,5%).
| Aantal                                                           | 989 | 1.640 | 2.383 | 2.963 | 3.500 | 4.770 | 5.040 | 3.141 | 2.794 | 2.629 |
| Verantwoording data: Bevolkingsstatistiek Georgië 1897 tot heden |     |       |       |       |       |       |       |       |       |       |

## Vervoer
Tsjchorotskoe is een kruispunt van regionale wegen die het met de belangrijke plaatsen in de gemeente verbinden. De plaats is goed bereikbaar vanaf Zoegdidi via de nationale route Sh84 en vanaf Senaki via de nationale route Sh6. Het dichtstbijzijnde spoorwegstation is in Zoegdidi (26 km), maar het niet veel verder gelegen station in Senaki biedt meer verbindingen. 

## Geboren
- Gogita Gogoea (1983), profvoetballer.